# パンテラ
パンテラ（Pantera）は、アメリカ合衆国のヘヴィメタルバンド。1981年、テキサス州ダラス近くのアーリントンでヴィニー・ポールとダイムバッグ・ダレルの兄弟によって結成された。翌1982年にレックス・ブラウンが、1987年にフィル・アンセルモが加入し、解散までの16年間この4人で活動する。
80年代に発表した4作のアルバムは評価を得られなかったが、音楽性を大きく変化させた1990年の『カウボーイズ・フロム・ヘル』でプラチナムを獲得。1994年の『脳殺』はビルボード初登場1位を記録。大きな成功を収める一方で、アンセルモの薬物依存症が原因でバンド内の人間関係が悪化し、2003年に解散。さらに翌2004年、ダイムバッグ・ダレルが射殺されたことでオリジナルメンバーでの再結成の望みが絶たれた。14年後にはダイムバッグの兄であるヴィニー・ポールも亡くなった。2022年にフィル・アンセルモとレックス・ブラウンを中心に再結成ツアーを発表。

## 来歴

### 活動初期
1981年、ギタリストのダレル・アボット（後のダイムバッグ・ダレル）とドラマーのヴィンセント・アボット（後のヴィニー・ポール）のアボット兄弟を中心に結成される。当初は「Pantera's Metal Magic」と名乗っていたが、1982年にバンド名を短くし「Pantera」に改名した。なお、Panteraとはラテン語、イタリア語、ポーランド語、スペイン語、ポルトガル語などでヒョウを意味すると同時に、彼らの出身地であるテキサス州パンテゴ(Pantego) に由来するものであった。同年にデフ・レパードのジョー・エリオットに似た声質、歌唱スタイルのテリー・グレイズがサイド・ギタリストからヴォーカリストに転向、Rexx Rockerことレックス・ブラウンがベーシストとして加入しメンバーが固定化される。バンドはドッケンやクワイエット・ライオットなどのサポートを務め、各地でライヴを行う。
1983年、地元パンテゴのスタジオでデビューアルバム『Metal Magic』をレコーディングし、自主レーベル「メタル・マジック」よりリリース。プロデューサーは、アボット兄弟の父であるジェリー・アボットが務めた。
1984年、2作目のアルバム『Projects in the Jungle』を同じレーベルとプロデューサーの下でリリース。また、収録曲"All Over Tonight"のミュージックビデオが制作された。
1985年、3作目のアルバム『I Am the Night 』をリリース。収録曲"Hot and Heavy"が、2作目のミュージックビデオとして制作された。

### アンセルモの加入
音楽性の相違から1986年にテリー・グレイズが脱退。バンドは新しいヴォーカリストを探し、1987年にニューオーリンズ出身のフィル・アンセルモと出会い、バンドに迎える。1988年、新体制のもとで4thアルバム『Power Metal』をリリース。同作は1980年代のハードロックとスラッシュメタルを融合したサウンドを持ち、彼らの過去の作品と比較して最もヘヴィなものに仕上がる。これにはアンセルモの重く鋭いヴォーカル・スタイルが影響していた(但し、バンド全盛期とは別人のようなロブ・ハルフォードなどを意識したハイトーン・シャウトを多用したスタイルだった)。これに手応えを感じたバンドは、それまでのグラムメタルの音楽性やイメージを捨て去ることを決意。後にグルーヴ・メタルと評される独自の音楽性を追求し始める。なお、『Power Metal』を含む初期の4作はオフィシャルサイトのディスコグラフィにも掲載されず、現在では入手困難となっている。

### 活動中期
1989年、リードギタリストを募集していたメガデスにダレルが招かれたが、兄のヴィニーもドラマーとして一緒に加入することを要求したため、加入は実現せず。結局、メガデスはマーティ・フリードマンを新しいリード・ギタリストとして迎えた。同年、パンテラはアトランティック・レコード系列のアトコと契約。念願のメジャーレーベルに所属することになった。
1990年7月24日、5thアルバム『Cowboys from Hell -カウボーイズ・フロム・ヘル-』をリリース。この作品では類型的なスラッシュ・メタルの枠にはまったサウンドで目新しさはない方向性ではあったが、バンドの実力は向上を見せており、エクソダス、スイサイダル・テンデンシーズとツアーを行う。1991年9月にはモスクワで行われたライブフェスティバル「Monsters of Rock」にメタリカ、AC/DC、ブラック・クロウズと共演。
1992年2月25日、6thアルバム『Vulgar Display of Power -俗悪-』をリリース、全米チャート44位を記録する。アンセルモによる歌唱はハイトーンボイスから力強いハードコア系へと変わり、ギターサウンドもより重いものとなった。セールス面ではダブル・プラチナムを記録し、収録曲の「Walk」や「Mouth For War」、「Fucking Hostile」は代表曲となった。この時期からダイヤモンド・ダレルはダイムバッグ・ダレル、レックスはレックス・ブラウンと名乗るようになる。同年7月には初の日本でのライブを行い、その後はブラック・サバスやアイアン・メイデンと共にヘヴィメタル・フェスティバル「Monsters of Rock」へ出演する。
1994年3月22日、7thアルバム『Far Beyond Driven -脳殺-』をリリース、全米・濠でチャート1位を獲得する。オリジナル･ジャケットは、ドリルで肛門を突き刺すというものであったが、規制を受けて頭蓋骨の頭部をやはりドリルが突き刺すというものへと変更された。5月にはホワイト・ゾンビをオープニング・アクトに迎え、2度目の来日公演を行った。6月4日には「Monsters of Rock」へ出演するが、音楽雑誌ケラングにおけるヴィニーのイラスト描写に対する不満をめぐって、ヴィニーとダレルは雑誌記者と殴り合いの喧嘩を起こす。さらに6月末には、アンセルモがライブ中にステージへ上がるファンを止めたガードマンに対して暴行をしたとして起訴される。翌日彼は5000ドルの保釈金を払って保釈された。裁判は3回にわたって延長されたが、1995年3月には彼が謝罪すると共に罪を認め、100時間の地域奉仕活動を命じられた。

### 活動後期
1995年、アルバム『Far Beyond Driven』からのシングル"I'm Broken"がバンドとしては初のグラミー賞、『ベスト・メタル・パフォーマンス』部門へのノミネートを獲得する。アンセルモが酒とドラッグにのめり込むようになり、同時に、自身のサイドプロジェクト「ダウン」や「スーパージョイント・リチュアル」に時間を費やすようになったことから、アンセルモとアボット兄弟が次第に距離を置くようになる。
1996年5月7日、8thアルバム『鎌首 - The Great Southern Trendkill - 』をリリース。7月13日、アンセルモがヘロインの過剰服用により心停止、何とか一命を取り留めるも、バンドメンバーとの溝が更に深まる。
1997年、ライヴアルバム『ライヴ〜狂獣 - OFFICIAL LIVE 101 PROOF - 』をリリース。
2000年3月14日、結果的に最後のスタジオ盤になった9thアルバム『Reinventing the Steel -激鉄-』をリリース。
2001年8月26日、日本のヘヴィメタル・フェスティバル「Beast Feast 2001」にスレイヤーとのダブル・ヘッドライナーとして出演する。結果的にこれがパンテラの最後のライヴとなった。
2003年、サイドプロジェクトに注力するアンセルモとパンテラの活動継続を望むアボット兄弟の溝が決定的になり、解散に至った。

### 解散後
2003年、ダイムバッグ・ダレルとヴィニー・ポールは、パトリック・ラックマン、ボブ・ジラらと共に、ダメージプランというバンドを新たに結成。
2004年12月8日、オハイオ州コロンバスの「アルロサ・ヴィラ」というナイトクラブで行われたダメージプランのパフォーマンス中に、ダイムバッグ・ダレルが観客に射殺される。犯人はパンテラの解散の原因がダレルにあると逆恨みしたファンの男で、その場で射殺された。
2006年、ヴィニー・ポールがマッドヴェインのメンバーらとヘルイェーというバンドを結成し、翌2007年4月にデビュー・アルバムをリリース。
2010年、『Cowboys from Hell -カウボーイズ・フロム・ヘル-』発売20周年を記念して、リマスターされた3枚組デラックスエディションが発売（国内未発売）。
2012年、『Vulgar Display of Power -俗悪-』発売20周年を記念して、リマスターされたデラックス・エディション（未発表曲「PISS」収録）が発売。
2014年、『Far Beyond Driven -脳殺-』発売20周年を記念して、リマスターされたデラックス・エディション（CD2枚組）が発売。
2016年、『The Great Southern Trendkill -鎌首-』発売20周年を記念して、リマスターされたデラックス・エディション（CD2枚組）が発売。
2018年6月22日、ヴィニー・ポールが死去。54歳であった。
2020年、『Reinventing the Steel -激鉄-』発売20周年を記念して、リマスターされたデラックス・エディション（CD3枚組）が発売。

### 再結成
2022年7月13日、ビルボードがパンテラの再結成を報じた。逝去したアボット兄弟の後任はギターにオジー・オズボーンやブラック・レーベル・ソサイアティで活躍しているザック・ワイルド、ドラムにアンスラックスのチャーリー・ベナンテと報じられた。なお、ザック・ワイルドはダイムバッグ・ダレルとの親交でよく知られている。
2022年8月25日、パンテラの再結成ツアーの一環として南米のコロンビア、チリ、ブラジルで開催されるノットフェスへの参加が発表され、2023年春のLOUD PARK 2023への参加も発表された。
2023年1月23日、フィル・アンセルモが過去に発言した白人至上主義的な言動が問題視され、同年6月にドイツで行われる予定の音楽フェス『Rock am Ring』と『Rock im Park』への出演が主催者側の判断により取り止めになる。また25日には、オーストリア・ウィーンで行われる予定だった単独公演も主催者より中止が発表された。3月25日にインデックス大阪、翌26日に幕張メッセで開催された音楽フェス『LOUD PARK23』に出演。5月6日にはフロリダで開催された『Thunder Beach』に出演し、2001年7月以来約22年ぶりにアメリカでライブを行った。

## メンバー

### 再結成時のメンバー
- フィル・アンセルモ (Philip Anselmo, 1968年6月30日 - )  - ボーカル
- レックス・ブラウン (Rex Brown, 1964年7月27日 - )  - ベース

### サポートメンバー
- ザック・ワイルド（Zakk Wylde, 1967年1月14日 - )  - ギター
- チャーリー・ベナンテ（英語版）（Charlie Benante, 1962年11月27日 -) - ドラム

### 死去したメンバー
- ダイムバッグ・ダレル (Dimebag Darrell, 1966年8月20日 - 2004年12月8日)  - ギター
- ヴィニー・ポール (Vinnie Paul, 1964年3月11日 -2018年6月22日 ) - ドラム
- ドニー・ハート (Donnie Hart)  - ボーカル

### 旧メンバー
- テリー・グレイズ（英語版）　(Terry Glaze)  - ボーカル、結成当初はギター
- デヴィッド・ピーコック (David Peacock)   - ボーカル
- トミー・ブラッドフォード (Tommy Bradford)  - ベース

## ディスコグラフィ
スタジオ・アルバム
- Metal Magic (1983年)
- Projects in the Jungle (1984年)
- I Am the Night (1985年)
- Power Metal (1988年)
- 『カウボーイズ・フロム・ヘル』 - Cowboys from Hell (1990年)
- 『俗悪』 - Vulgar Display of Power (1992年)
- 『脳殺』 - Far Beyond Driven (1994年)
- 『鎌首』 - The Great Southern Trendkill (1996年)
- 『激鉄』 - Reinventing the Steel (2000年)

## 来日公演

### 単独公演
- Vulgar Display of Power Tour（1992年）
  - 7月08日 東京 簡易保険ホール
  - 7月09日 名古屋 名古屋市民会館
  - 7月11日 大阪 御堂会館
  - 7月13日 川崎 クラブチッタ
  - 7月14日 東京 中野サンプラザ
    - Opening Act（14日）：OUTRAGE
- Far Beyond Touring The World Tour（1994年）
  - 5月10日・14日 東京 東京厚生年金会館
  - 5月11日 大阪 大阪厚生年金会館
  - 5月13日 東京 渋谷公会堂
  - 5月16日 東京 中野サンプラザ
  - 5月17日 相模原 グリーンホール相模大野
    - Opening Act：WHITE ZOMBIE
- The Great Southern Trendkill Tour（1996年）
  - 9月08日 浦安 東京ベイNKホール
  - 9月10日 大阪 大阪厚生年金会館
  - 9月11日 福岡 福岡市民会館
  - 9月13日 名古屋 名古屋厚生年金会館
- Reinventing The Steel Tour（2000年）
  - 6月18日 横浜 横浜ベイホール
  - 6月19日・20日 東京 赤坂BLITZ
  - 6月22日 大阪 梅田HEAT BEAT

### フェス
- BEAST FEAST（2001年）
  - 8月26日 横浜 横浜アリーナ
- LOUD PARK 23（2023年）〈Zakk Wylde〉
  - 3月25日 大阪 インテックス大阪
  - 3月26日 千葉 幕張メッセ 国際展示場 展示ホール9-10-11